# Burni Beru
Burni Beru är ett berg i Indonesien.   Det ligger i provinsen Aceh, i den västra delen av landet, 1 600 km nordväst om huvudstaden Jakarta. Toppen på Burni Beru är 1 679 meter över havet, eller 134 meter över den omgivande terrängen. Bredden vid basen är 2,7 km.
Terrängen runt Burni Beru är kuperad österut, men västerut är den bergig.Runt Burni Beru är det mycket glesbefolkat, med 5 invånare per kvadratkilometer. I omgivningarna runt Burni Beru växer i huvudsak städsegrön lövskog.